# Massengräber in Kranj
Auf dem Gebiet der Stadtgemeinde Kranj in Slowenien wurden bisher (Stand 1/2024) in drei Siedlungen insgesamt drei Massengräber aus der Zeit unmittelbar nach dem Zweiten Weltkrieg gefunden. 

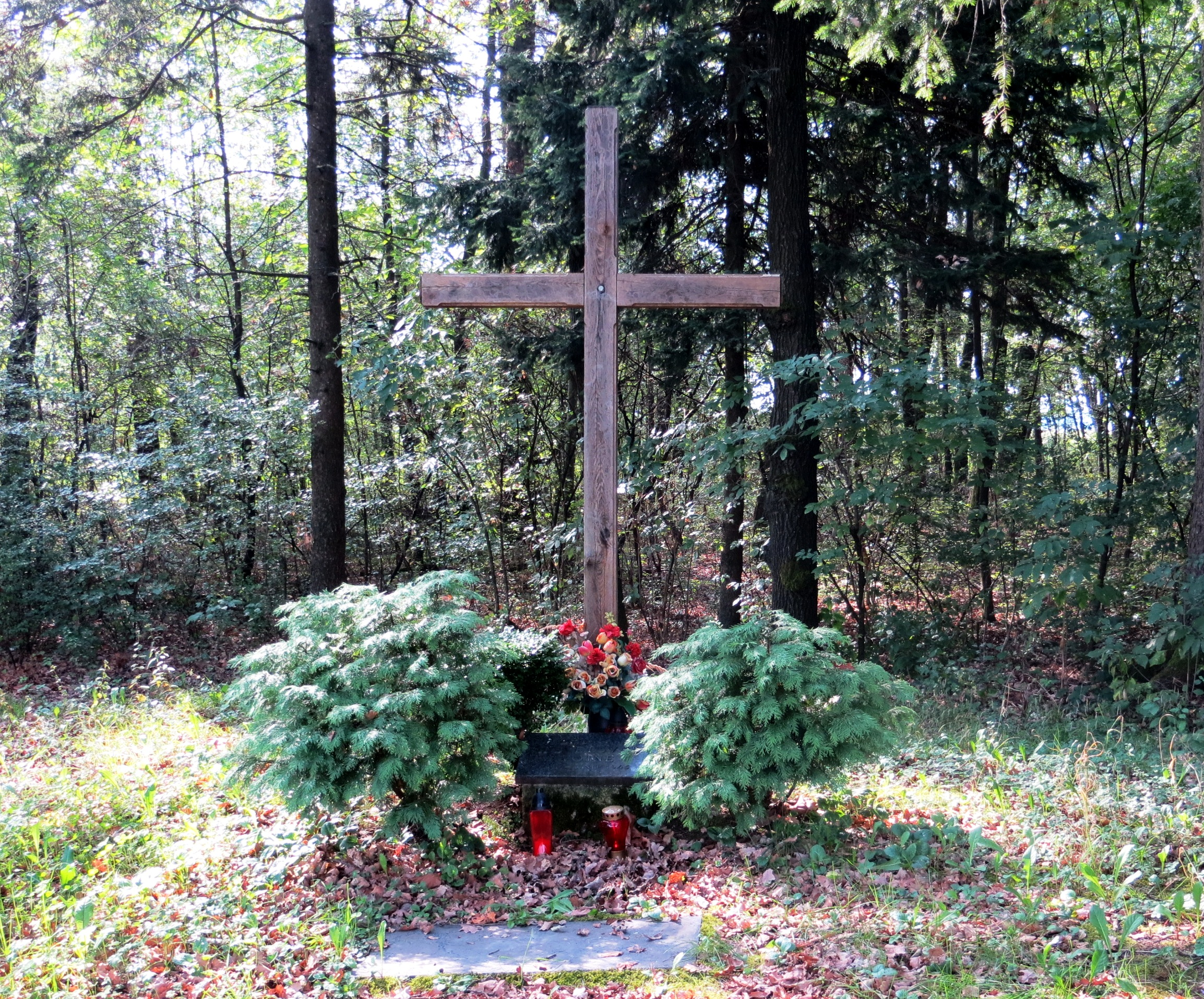
Planina Massengrab in der Stadt Kranj

## Kranj
- Das Planina-Massengrab (Grobišče Planina) liegt in einem kleinen Wäldchen auf einem Feld in der Nähe des Stadtfriedhofs. Es enthält die Überreste einer unbestimmten Anzahl von Menschen, die nach dem Krieg ermordet wurden. Bei den Opfern kann es sich um deutsche Kriegsgefangene, aus Österreich repatriierte Soldaten der Heimatgarde oder um slowenische Zivilisten aus Kranj und Umgebung handeln.[1][2]

## Britof
- Das Massengrab von Britof (Grobišče Britof) befand sich am linken Ufer des Flusses Kokra nördlich der Siedlung auf einer Wiese am Waldrand. Darin befanden sich die sterblichen Überreste zweier Zivilisten (eine Frau und ein Mann), die im Mai oder Juni 1945 von den Partisanen an die Stätte gebracht und ermordet wurden. Die sterblichen Überreste der Opfer wurden 1994 exhumiert.[3]

## Goriče
- Das Massengrab von Goriče (Grobišče Goriče) liegt außerhalb des alten Teils des Dorffriedhofs neben der ehemaligen Friedhofsmauer und ist durch einen sichtbaren Hügel gekennzeichnet. Das Grab enthält die Überreste von 40 deutschen Soldaten. Die in Planen eingewickelten Überreste wurden 1973 beim Abriss der alten Friedhofsmauer entdeckt.[4]